# قائمة بحيرات وسباخ وشطوط تونس
هذه قائمة بالبحيرات والسباخ والشطوط التونسية.

## البحيرات

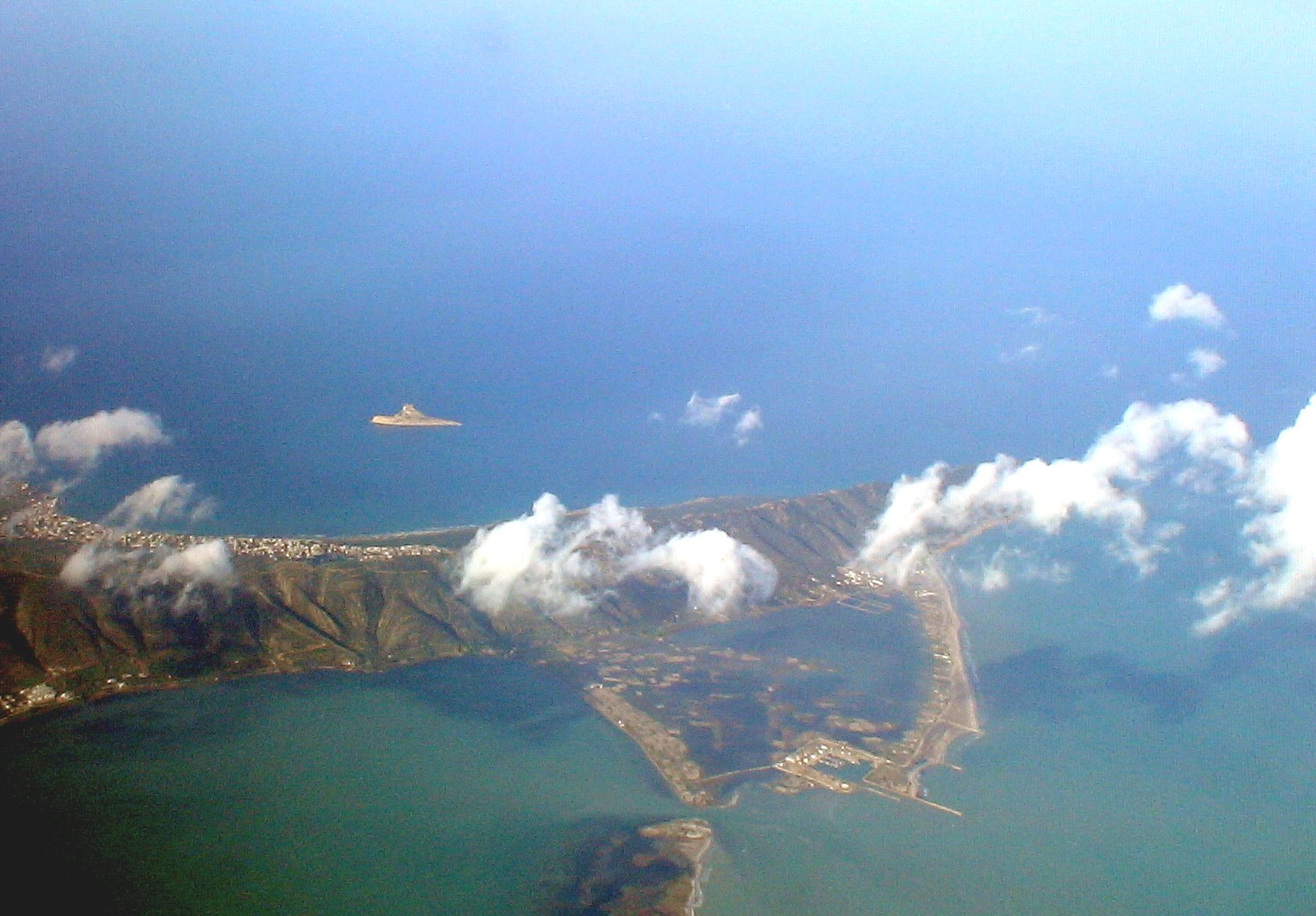
صورة جوية تظهر رأس الطرف وبحيرة غار الملح (على اليسار في الأسفل) وسبخة سيدي علي المكي (في الوسط)

- بحيرة إشكل
- بحيرة بنزرت
- بحيرة البيبان
- بحيرة تونس
- بحيرة غار الملح
- بحيرة قفصة

## السباخ

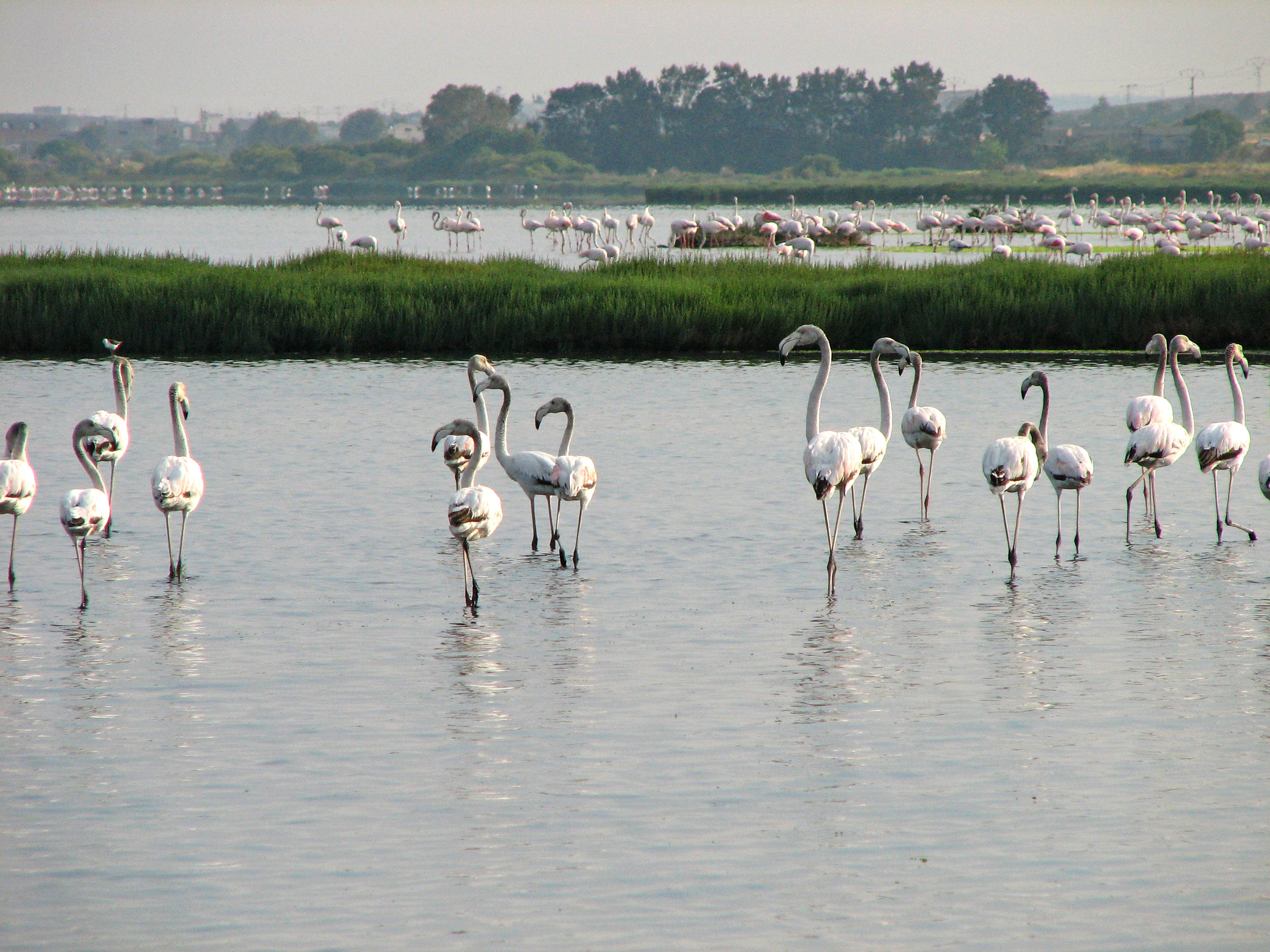
النحام الوردي في سبخة قربة

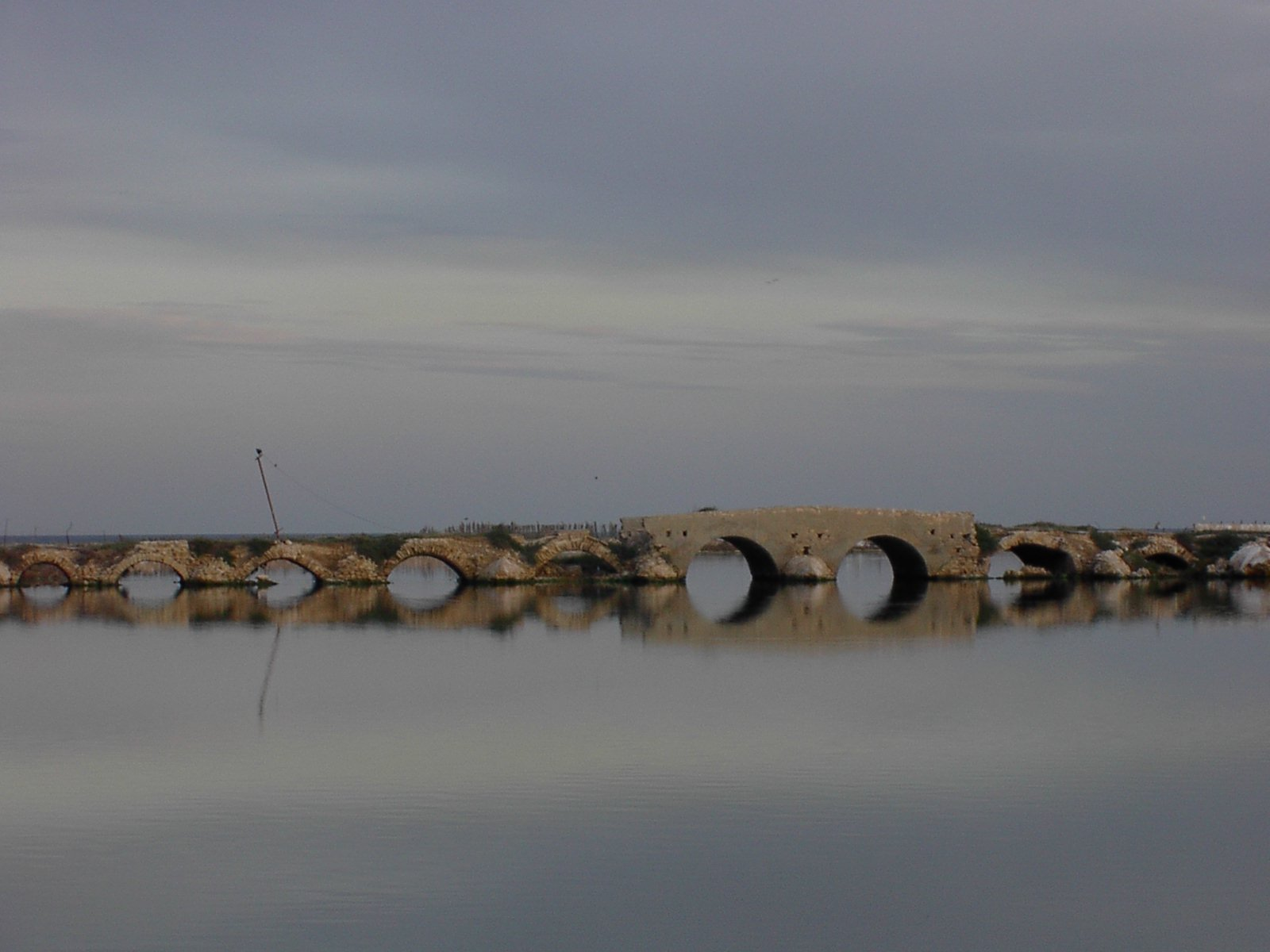
جسر روماني على سبخة حلق المنزل

| - سبخة أريانة - سبخة الأفيال - سبخة أم الخيالات - سبخة البحيرة - سبخة بن غياضة - سبخة بوجمل (صفاقس) - سبخة بوجمل (مدنين) - سبخة بوشارب - سبخة تازركة - سبخة تدر - سبخة الجريبة - سبخة الجم - سبخة حلق المنزل - سبخة الديماس - سبخة الذرايع - سبخة رادس - سبخة سليمان - سبخة سوسة - سبخة السيجومي - سبخة سيدي خليفة - سبخة سيدي علي المكي - سبخة سيدي الهاني | - سبخة سيدي منصور - سبخة شريطة - سبخة عين معيدر - سبخة الغرة - سبخة الغوايل - سبخة فرجونة - سبخة قربة - سبخة قليبية - سبخة الكرزية - سبخة الكلبية - سبخة المالح - سبخة مجزم - سبخة مجسر - سبخة المشرشمة، - سبخة مشيقيق - سبخة المعمورة - سبخة المقطع - سبخة المكنين - سبخة المنستير - سبخة نوال - سبخة الوافي - سبخة ودران |

## الشطوط

خريطة قديمة تبرز أحواض شطوط تونس والجزائر

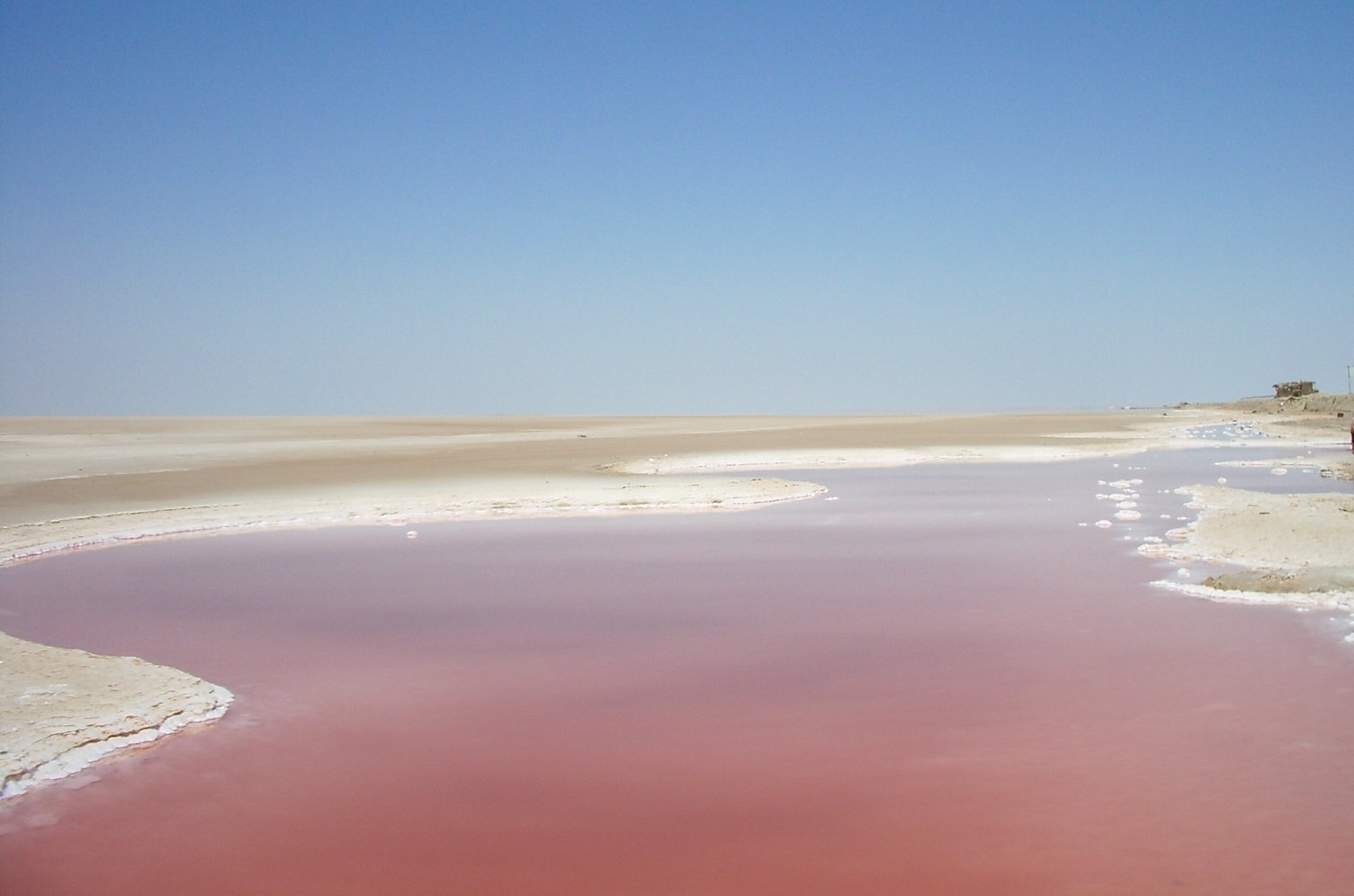
شط الجريد

- شط الجريد
- شط الرحيم
- شط ساحلية
- شط الرقوق
- شط الضبايع
- شط الطوال
- شط الغرسة
- شط الفجاج
- شط الفرانيق
- شط قبلي
- شط القطار
- شط الماسق
- شط المالح

## القرعات
- قرعة امغطة
- قرعة بوفليجة
- قرعة الدوارة
- قرعة سيدي عيش
- قرعة المبطوح
- قرعة الهوارية